# Macamic
Macamic es una ciudad de la provincia de Quebec, Canadá. Está ubicada en el municipio regional de condado de Abitibi-Ouest y a su vez, en la región administrativa de Abitibi-Témiscamingue. Hace parte de las circunscripciones electorales de Abitibi-Ouest a nivel provincial y de Abitibi-Temiscamingue a nivel federal.

## Geografía
Macamic se encuentra ubicada en las coordenadas 48°45′00″N 79°00′00″O / 48.75000, -79.00000. Según Statistique Canada, tiene una superficie total de 202,34 km² y es una de las 1135 municipalidades en las que está dividido administrativamente el territorio de la provincia de Quebec.

## Demografía
Según el censo de 2011, había 2734 personas residiendo en esta ciudad con una densidad poblacional de 13,5 hab./km². Los datos del censo mostraron que de las 2726 personas censadas en 2006, en 2011 hubo un aumento poblacional de 8 habitantes (0,3%). El número total de inmuebles particulares resultó de 1148 con una densidad de 5,67 inmuebles por km². El número total de viviendas particulares que se encontraban ocupadas por residentes habituales fue de 1097.